# 垣見吉彦
垣見 吉彦（かきみ よしひこ、1952年3月22日 - ）は、日本の技術者、実業家。サントリープロダクツ代表取締役社長、サントリー食品インターナショナル取締役副社長、サントリー生命科学財団理事長、日本プラントメンテナンス協会会長などを歴任した。

## 人物・経歴
岐阜県岐阜市柳ヶ瀬出身。家業は酒屋。1970年岐阜県立岐阜高等学校卒業。1975年広島大学工学部醗酵工学科卒業、サントリー入社。
品質保証を担当したのち、1978年から京都のビール工場に異動し、以降ビールの技師としてビール製造に携わった。桂ビール工場醸造技師長等を経て、2002年サントリービール生産部長。2003年サントリー取締役生産副本部長、ビール生産部長。
2007年サントリー常務取締役食品生産部門担当、食品生産開発本部長、飲料生産部長。2009年サントリー食品インターナショナル専務取締役生産開発本部長、サントリープロダクツ代表取締役社長、サントリーホールディングス常務執行役員。
2012年サントリー食品インターナショナル取締役副社長R&D・生産担当、技術開発戦略部長。2014年サントリー食品インターナショナルR&D・生産担当、商品開発推進本部長。2015年サントリー食品インターナショナルR&D・生産担当。2016年サントリー食品インターナショナル取締役。
2017年サントリープロダクツ顧問、サントリー生命科学財団副理事長。2018年サントリー生命科学財団理事長。2020年日本プラントメンテナンス協会会長。日本醸造協会評議員、厚生労働省厚生科学審議会疾病対策部会造血幹細胞移植委員会委員なども務めた。